# Спартак (Харків)
«Спарта́к» — радянський футбольний клуб з Харкова (УРСР). Заснований у 1922 році. Виступав у чемпіонатах СРСР 1936–1939, 1941 років, у Кубках СРСР 1936–1939 років.

## Історія
Клуб було засновано у 1922 році при ЦК ЛКСМУ. «Спартак» був найпопулярнішим харківським футбольним клубом у довоєнний час, хоча він не мав свого стадіону і йому доводилося грати на стадіонах «Металіст», «Сільмаш» та «Динамо». У першому клубному чемпіонаті СРСР з футболу «Спартак» грав у групі «В» та посів шосте місце. У наступному, осінньому, чемпіонаті, Спартак зайняв друге місце у групі, поступившись казанському «Динамо». У кубку СРСР команда дійшла до 1/16 фіналу, поступившись московському «Спартаку». Наступного року, команда виступила невдало у чемпіонаті, посіла сьоме місце з десяти команд. Однак, у Кубку СРСР 1937 року команда вийшла до чвертьфіналу, де поступилася московському «Локомотиву» 1:4. Цей успіх харківські футболісти змогли повторити лише через 11 років, у 1948 році, коли «Локомотив» дійшов до чвертьфіналу. У 1938 році чемпіонат СРСР з футболу було реорганізовано, змагання проводилися лише у одному дивізіоні. З чотирьох харківських клубів залишилося два, «Спартак» та «Сільмаш», до їх складу перейшли кращі гравці розформованих команд, «Трактора» та «Динамо»: Леонід Мілов та Дмитро Старусєв (обидва — «Трактор»), Микола Фомін, Дмитро Кирилов, Григорій Харламов, Борис Андрєєв, Василь Гусаров, Василь Макаров, Костянтин Терещенко та Іван Привалов (всі — «Динамо»). «Спартак» зайняв 21 місце у чемпіонаті 1938 року та вибув у новостворену групу «Б». Хоча «Спартак» вдало розпочав змагання у чемпіонаті 1939 року, команда посіла 18 місце з 23. За регламентом 12 гірших команд чемпіонату втрачали статус команди майстрів, серед них опинився і «Спартак». Команда втратила всіх своїх провідних гравців та провела наступний сезон у другій групі чемпіонату Харкова. У 1941 році чемпіонат СРСР знову було реорганізовано, було вирішено, що Харків у групі «А» буде представляти «Спартак». Фактично це була нова команда, у ній майже не було гравців минулих років. Основу команди склали гравці розформованих харківських команд, «Динамо» та «Сільмаша». У цьому чемпіонаті команда посідає 14 місце (який не був завершений через напад нацистської Німеччини на СРСР 22 червня). Всі шість років команду тренував Микола Кротов.
Після війни команда не брала участі в турнірах майстрів, та грала у чемпіонаті Харкова. Відомо, що «Спартак» брав участь у Кубку УРСР серед колективів фізичної культури 1959 року.

## Усі сезони
| Сезон    | Ліга (назва)                       | Місце   | Ігор | В | Н | П  | М+ | М- | Очок | Кубок СРСР  | Кубок УРСР  | Примітки                                                                 |
| -------- | ---------------------------------- | ------- | ---- | - | - | -- | -- | -- | ---- | ----------- | ----------- | ------------------------------------------------------------------------ |
| 1936 (в) | Група «В»                          | 6 з 8   | 7    | 1 | 3 | 3  | 8  | 16 | 12   |             |             | За перемогу — 3 очки, нічию — 2 очки, поразку — 1 очко, неявку — 0 очок. |
| 1936 (о) | Група «В»                          | 2 з 8   | 7    | 4 | 2 | 1  | 15 | 11 | 17   | 1/16 фіналу |             | За перемогу — 3 очки, нічию — 2 очки, поразку — 1 очко, неявку — 0 очок. |
| 1937     | Група «В»                          | 7 з 10  | 9    | 4 | 0 | 5  | 15 | 21 | 17   | 1/4 фіналу  | 1/4 фіналу  | За перемогу — 3 очки, нічию — 2 очки, поразку — 1 очко, неявку — 0 очок. |
| 1938     | Група «А»                          | 21 з 26 | 25   | 5 | 7 | 13 | 43 | 63 | 17   | 1/16 фіналу | 1/8 фіналу  |                                                                          |
| 1939     | Група «Б»                          | 18 з 23 | 22   | 8 | 1 | 13 | 35 | 45 | 17   | 1/32 фіналу |             |                                                                          |
| 1941     | Група «А»                          | 14 з 15 | 9    | 2 | 1 | 6  | 7  | 19 |      |             |             | незакінчений чемпіонат                                                   |
| 1957     | 2 зона Чемпіонат УРСР              | 6 з 6   | 10   | 0 | 1 | 9  | 6  | 27 | 1    |             |             |                                                                          |
| 1959     | 3 зона Чемпіонат УРСР              | 1 з 8   | 14   | 9 | 4 | 1  | 26 | 14 | 22   |             |             | Попередній раунд                                                         |
| 1959     | 2 півфінальна група Чемпіонат УРСР | 5 з 5   | 4    | 0 | 1 | 3  | 3  | 12 | 1    |             | 1/16 фіналу |                                                                          |
| 1975     | 6 зона Чемпіонат УРСР              | 8 з 8   | 14   | 2 | 0 | 12 | 9  | 18 | 4    |             |             |                                                                          |

## Досягнення
Чемпіонат України
- Срібний призер –  1941

Кубок Харківської області
- Володар – 1959[2]